# Igor Kurczatow

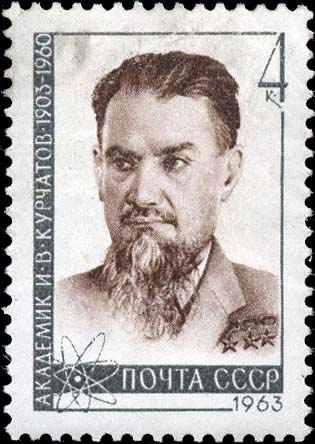
Igor Kurczatow na radzieckim znaczku pocztowym z 1963

Igor Wasiljewicz Kurczatow (ros. Игорь Васильевич Курчатов, ur. 30 grudnia 1902?/12 stycznia 1903 w Simskim Zawodzie w obwodzie czelabińskim, zm. 7 lutego 1960 w Moskwie) – radziecki fizyk jądrowy, uznawany za ojca radzieckiej bomby atomowej. Trzykrotny Bohater Pracy Socjalistycznej (1949, 1951, 1954).   

## Życiorys
Absolwent Uniwersytetu w Symferopolu (1923). W 1933 podjął badania z dziedziny fizyki jądrowej. W 1939 opublikował pracę na temat reakcji nuklearnej. Po wybuchu wojny radziecko-niemieckiej w 1941 jego badania zostały wstrzymane, a on zajął się problemem demagnetyzacji kadłubów okrętów.
Już w 1942 przewidział, nawet dokładniej niż Albert Einstein, ogromną moc bomby atomowej, estymując, że rozbijając jądra w kilogramie uranu uzyska się energię równą wybuchowi 20 tysięcy ton trotylu. W 1943, objął kierownictwo zespołu naukowców pracujących nad skonstruowaniem radzieckiej bomby atomowej, co zostało uwieńczone sukcesem w 1949 z pomocą informacji uzyskanych od radzieckich szpiegów, a zwłaszcza Klausa Fuchsa, którzy zdobyli tajne informacje z projektu Manhattan. Mając już technologię bomby atomowej, jako pierwszy na świecie zbudował bombę wodorową, nawet przed zespołem pracującym na rzecz USA. Nastąpiło to w 1953.
W 1946 uruchomił pierwszy radziecki reaktor jądrowy. Zbudowano dzięki niemu również pierwszą na świecie elektrownię atomową, którą uruchomiono 27 czerwca 1954 w Obnińsku. Po doświadczeniu mocy bomb, które zbudował, stał się, podobnie jak wielu jego odpowiedników w USA z projektu Manhattan, gorącym zwolennikiem zaprzestania prób jądrowych. Nie przekonały go nawet słowa Nikity Chruszczowa: „Zajmij się lepiej swoją nauką. My się będziemy troszczyli o politykę”. Kierowany przez niego zespół pracował również nad wykorzystaniem energii nuklearnej do produkcji energii elektrycznej i napędu okrętów.
W 1956 ogłoszono jego nominację na stanowisko dyrektora Instytutu Energii Atomowej Akademii Nauk ZSRR. Sprawował ją do śmierci, a po nim przejął ją jego najwierniejszy uczeń, Andriej Sacharow, któremu powierzył misję wykorzystania energii atomowej dla dobra ludzkości.

## Odznaczenia i nagrody
Został odznaczony m.in. trzykrotnie Medalem „Sierp i Młot” Bohatera Pracy Socjalistycznej (29 października 1949, 8 grudnia 1951, 4 stycznia 1954), pięciokrotnie Orderem Lenina oraz dwukrotnie Orderem Czerwonego Sztandaru Pracy. Czterokrotny laureat Nagrody Stalinowskiej (1942, 1949, 1951, 1954) i Nagrody Leninowskiej (1957).

## Upamiętnienie
Jego nazwiskiem nazwano ulicę w mieście Prypeć, wybudowanym dla pracowników elektrowni jądrowej przy Czarnobylu. Na jego cześć nazwano także miasto znajdujące się w Rosji, w którym głównym źródłem energii jest elektrownia jądrowa.
Po śmierci jego imieniem Rosjanie nazwali pierwiastek kurczatow (Ku), jednak IUPAC ostatecznie nadała mu nazwę rutherford.